# Both Sides, Now
Both Sides, Now è un brano musicale del 1969 scritto e interpretato dalla cantautrice canadese Joni Mitchell. 
Tuttavia la canzone era stata già interpretata precedentemente dalla cantautrice statunitense Judy Collins, che l'ha inclusa nel suo settimo album in studio Wildflowers, uscito nel 1967. Questa versione nel 1969 ha ottenuto il Grammy Award nella categoria "Best Folk Performance".
Nel 1969 Joni Mitchell l'ha inserita nel suo secondo album in studio Clouds, uscito per Reprise Records.
Col tempo la canzone è stata registrata da numerosi artisti, tra cui Frank Sinatra, Willie Nelson e Herbie Hancock.
Nel 1999 la canzone è stata ripresa da Joni Mitchell e ri-registrata con un arrangiamento orchestrale per l'album Both Sides Now, uscito nel 2000. Questa versione nel 2001 si è aggiudicata il Grammy Award nella categoria "Best Arrangement, Instrumental and Vocals".
Nel 2004 la canzone è stata inserita nella lista dei 500 migliori brani musicali stilata dalla rivista specializzata Rolling Stone.

## Altre registrazioni

### Anni '60
- Dave Van Ronk nell'album Dave Van Ronk and the Hudson Dusters (1967), registrata con il titolo Clouds (From Both Sides Now).
- Anne Murray nel suo album di debutto What About Me (1968).
- Frank Sinatra nell'album Cycles (1968), con il titolo From Both Sides, Now.
- Leonard Nimoy nell'album The Way I Feel (1968).
- Marie Laforêt in una versione francese con testo adattato da Eddy Marnay nel 1968 con il titolo Je n'ai rien appris.
- Robert Goulet nell'album Both Sides Now (1968).
- Christine Charbonneau con il titolo e n'avais pas compris (1969).
- Bing Crosby nell'album Hey Jude/Hey Bing! (1969).
- Ed Bruce nell'album Shades of Ed Bruce (1969).
- Davy Graham nell'album Large as Life and Twice as Natural (1968).
- Dion nell'album Dion (1968).
- Jimmie Rodgers nell'album The Windmills of Your Mind (1969).
- Nana Mouskouri nell'album Dans le soleil et dans le vent (1969) con il titolo Je n'ai rien appris.
- Neil Diamond nell'album Touching You, Touching Me (1969).
- Oliver nell'album Good Morning Starshine (1969).
- The Osmonds nell'album The Wonderful World of The Osmond Brothers (1968) con il titolo Clouds (Both Sides Now).
- Gábor Szabó nell'album 1969 (1969) in versione strumentale.
- Paul Winter Consort nell'album The Winter Consort (1968) in versione strumentale.

### Anni '70
- Andy Williams nell'album Raindrops Keep Fallin' on My Head (1970).
- Cilla Black nell'album Sweet Inspiration (1970).
- Glen Campbell nell'album Try a Little Kindness (1970).
- Willie Nelson nell'album Both Sides Now (1970).
- Hugh Masekela nell'album Reconstruction (1970) in versione strumentale.
- The Tokens nell'album Both Sides Now (1971).
- Bola Sete nell'album Workin' on a Groovy Thing (1970) in versione strumentale.
- Roger Whittaker nell'album New World in the Morning (1971) con il titolo From Both Sides Now.
- Pete Seeger nell'album Pete Seeger Young vs. Old (1971) con testo modificato.
- Cleo Laine nell'album Feel the Warm (1972).
- Nitty Gritty Dirt Band nell'album Will the Circle Be Unbroken (1972).
- Jim Nabors nell'album The Twelfth of Never (1973).
- Pat Martino nell'album Consciousness (1974) in versione strumentale.

### Anni '80 e '90
- Michael Feinstein nella compilation Rubáiyát: Elektra's 40th Anniversary (1990).
- Paul Young e Clannad per il film Nei panni di una bionda (Switch) del 1991.
- Hole nell'album Pretty on the Inside (1991).
- Dianne Reeves nell'album Quiet After the Storm (1994).
- Randy Scruggs nell'album Crown of Jewels (1998).
- Sharon Cuneta nell'album When I Love (1999).
- Pat Martino con Cassandra Wilson nell'album All Sides Now (1997).
- Dana Winner in versione olandese con il titolo Dat ben jij nell'album Waar Is Het Gevoel? (1996).

### Anni 2000
- Una versione vi è nel film L'ultimo sogno (Life as a House) del 2001.
- Dengue Fever per il film City of Ghosts (2002).
- Dolly Parton con Judy Collins e Rhonda Vincent nell'album Those Were the Days (2005).
- Hayley Westenra nell'album Odyssey (2005).
- Cathrine Hickland Lindsay nell'album One Life (2006).
- Doris Day nella reissue dell'album The Love Album (2006), registrata nel 1971.
- Håkan Hellström in lingua svedese con il titolo Båda sidor, nu (2006).
- Herbie Hancock nell'album River: The Joni Letters (2007); versione che riceve la candidatura al "Grammy Award for Best Instrumental Jazz Solo" nel 2008.
- Mindy Gledhill nell'album Feather in the Wind (2007).
- Paul Anka nell'album Classic Songs, My Way (2007).
- Sandro Perri nell'album Tiny Mirrors (2007).
- Luce Dufault nell'album Demi-jour (2007).
- Allison Moorer nell'album Mockingbird (2008).
- John Barrowman nell'album Music Music Music (2008).
- Linda Eder nell'album The Other Side of Me (2008).
- Rie fu nell'album Who Is Rie fu? (2008).
- Tina Arena nell'album Songs of Love & Loss 2 (2008).
- Lara Fabian nell'album Every Woman in Me (2009).
- Rachael Yamagata nella raccolta The Village (2009).
- Ronan Keating nell'album Songs for My Mother (2009).
- The Swingle Singers nell'album Ferris Wheels (2009).

### Anni 2010
- Roch Voisine nell'album Americana III (2010).
- Yamori (Ryoko Moriyama e Akiko Yano) per l'album Anata To Utaou (2010).
- The Idea of North nell'album Extraordinary Tale (2011).
- Susan Boyle nell'album Someone to Watch Over Me (2011).
- Carly Rae Jepsen nell'EP Curiosity (2012).
- Marina Prior nell'album Both Sides Now (2012).
- Melanie C nell'album Stages (2012).
- RockWiz con Judy Collins e Tim Freedman (2012).
- Mary Fahl nel 2013.
- Michael Ball nell'album Both Sides Now (2013).
- Cæcilie Norby con Lars Danielsson nell'album Just the Two of Us (2015).
- Dexys nell'album Let the Record Show: Dexys Do Irish and Country Soul (2016).
- Gang of Youths come traccia bonus dell'EP Let Me Be Clear (2016).
- Years & Years per beneficenza nel 2016.
- Sara Bareilles durante la cerimonia dei Premi Oscar 2017.
- Rick Price e Jack Jones nell'album California Dreaming (2017).
- Jess & Matt nell'album Songs from the Village (2018).
- Belinda Carlisle nell'album Runaway Horses 30th Anniversary Edition (2019).